# Rhinotus michaelseni
Rhinotus michaelseni är en mångfotingart som beskrevs av Carl Graf Attems. Rhinotus michaelseni ingår i släktet Rhinotus och familjen Siphonotidae. Inga underarter finns listade i Catalogue of Life.